# Fruit Cove
Fruit Cove ist  ein census-designated place (CDP) im St. Johns County im US-Bundesstaat Florida mit 32.143 Einwohnern (Stand: Volkszählung 2020).

## Geographie
Fruit Cove befindet sich am Ostufer des St. Johns River und liegt rund 40 km nordwestlich von St. Augustine sowie etwa 10 km südlich von Jacksonville. Der CDP wird von der Florida State Road 13 durchquert.

## Demographische Daten
Laut der Volkszählung 2010 verteilten sich die damaligen 29.362 Einwohner auf 10.332 Haushalte. Die Bevölkerungsdichte lag bei 634,2 Einw./km². 90,8 % der Bevölkerung bezeichneten sich als Weiße, 3,4 % als Afroamerikaner, 0,2 % als Indianer und 2,7 % als Asian Americans. 0,9 % gaben die Angehörigkeit zu einer anderen Ethnie und 2,0 % zu mehreren Ethnien an. 5,8 % der Bevölkerung bestand aus Hispanics oder Latinos.
Im Jahr 2010 lebten in 49,4 % aller Haushalte Kinder unter 18 Jahren sowie 18,6 % aller Haushalte Personen mit mindestens 65 Jahren. 84,1 % der Haushalte waren Familienhaushalte (bestehend aus verheirateten Paaren mit oder ohne Nachkommen bzw. einem Elternteil mit Nachkomme). Die durchschnittliche Größe eines Haushalts lag bei 2,96 Personen und die durchschnittliche Familiengröße bei 3,26 Personen.
33,1 % der Bevölkerung waren jünger als 20 Jahre, 17,8 % waren 20 bis 39 Jahre alt, 35,2 % waren 40 bis 59 Jahre alt und 13,7 % waren mindestens 60 Jahre alt. Das mittlere Alter betrug 40 Jahre. 49,3 % der Bevölkerung waren männlich und 50,7 % weiblich.
Das durchschnittliche Jahreseinkommen lag bei 95.550 $, dabei lebten 4,4 % der Bevölkerung unter der Armutsgrenze.
Im Jahr 2000 war Englisch die Muttersprache von 95,40 % der Bevölkerung, Spanisch sprachen 3,46 % und 1,14 % hatten eine andere Muttersprache.